# Northern League
La Northern League (también conocida por razones de patrocinio como Lotto Sport Italia NRFL Premier) es un campeonato de fútbol con sistema de liga todos contra todos. Es la primera división del sistema de ligas de la Región de Auckland, considerándose en muchas ocasiones como el torneo regional de mayor nivel de Nueva Zelanda. Aun así está por detrás en importancia frente a la Premiership de Nueva Zelanda, el torneo nacional de verano. La liga consta de 12 equipos de Auckland y las ciudades de alrededor, de los cuales dos descienden por temporada a la Lotto Sport Italia NRFL Division 1.

## Equipos temporada 2018
| Equipo             | Ciudad      |
| ------------------ | ----------- |
| Bay Olympic        | Waitakere   |
| Birkenhead United  | Auckland    |
| Central United     | Auckland    |
| East Coast Bays    | North Shore |
| Eastern Suburbs    | Auckland    |
| Glenfield Rovers   | North Shore |
| Hamilton Wanderers | Hamilton    |
| Manukau City       | Auckland    |
| Onehunga Sports    | Auckland    |
| Three Kings United | Auckland    |
| Waitakere City FC  | Waitakere   |
| Western Springs    | Auckland    |

## Palmarés
| - 1965 – Eastern Suburbs - 1966 – Eastern Suburbs - 1967 – Ponsonby AFC - 1968 – Mount Wellington - 1969 – Mount Wellington - 1970 – Mt Albert - 1971 – Takapuna City - 1972 – Hamilton - 1973 – North Shore United - 1974 – Eden AFC - 1975 – Manurewa AFC - 1976 – Hamilton - 1977 – Courier Rangers - 1978 – Manurewa AFC - 1979 – Hamilton - 1980 – Takapuna City - 1981 – East Coast Bays - 1982 – Papatoetoe AFC - 1983 – University of Auckland - 1984 – Hamilton - 1985 – Takapuna City - 1986 – Mount Maunganui - 1987 – Waikato AFC - 1988 – Takapuna City - 1989 – Mount Roskill - 1990 – Mt Albert-Ponsonby - 1991 – Papatoetoe AFC | - 1992 – Oratia United - 1993 – Ellerslie AFC - 1994 – Mount Maunganui - 1995 – Melville United - 1996 – Lynn-Avon United - 1997 – Mount Wellington - 1998 – Metro FC - 1999 – Tauranga City - 2000 – Tauranga City - 2001 – North Shore United - 2002 – Glenfield Rovers - 2003 – Glenfield Rovers - 2004 – Central United - 2005 – Bay Olympic - 2006 – Bay Olympic - 2007 – Central United - 2008 – Central United - 2009 – Melville United - 2010 – East Coast Bays - 2011 – Bay Olympic - 2012 – Bay Olympic - 2013 – East Coast Bays - 2014 – Glenfield Rovers - 2015 – Eastern Suburbs - 2016 – Central United - 2017 – Onehunga Sports - 2018 – Onehunga Sports |

## Títulos por equipo
| Club               | Títulos | Último |
| ------------------ | ------- | ------ |
| Bay Olympic        | 4       | 2011   |
| Central United     | 4       | 2016   |
| Takapuna City      | 4       | 1988   |
| Glenfield Rovers   | 3       | 2014   |
| East Coast Bays    | 3       | 2013   |
| Mount Wellington   | 3       | 1997   |
| Hamilton Wanderers | 3       | 1984   |
| Eastern Suburbs    | 3       | 2015   |
| Melville United    | 2       | 2009   |
| North Shore United | 2       | 2001   |
| Tauranga City      | 2       | 2000   |
| Mount Maunganui    | 2       | 1994   |
| Papatoetoe         | 2       | 1991   |